# Torvilliers
Torvilliers és un municipi francès situat al departament de l'Aube i a la regió del Gran Est. L'any 2007 tenia 839 habitants.

## Demografia

### Població
El 2007 la població de fet de Torvilliers era de 839 persones. Hi havia 320 famílies de les quals 48 eren unipersonals (20 homes vivint sols i 28 dones vivint soles), 124 parelles sense fills, 124 parelles amb fills i 24 famílies monoparentals amb fills.
La població ha evolucionat segons el següent gràfic:
Habitants censats

### Habitatges
El 2007 hi havia 340 habitatges, 326 eren l'habitatge principal de la família, 5 eren segones residències i 9 estaven desocupats. 334 eren cases i 4 eren apartaments. Dels 326 habitatges principals, 304 estaven ocupats pels seus propietaris, 15 estaven llogats i ocupats pels llogaters i 7 estaven cedits a títol gratuït; 1 tenia una cambra, 6 en tenien dues, 36 en tenien tres, 80 en tenien quatre i 203 en tenien cinc o més. 283 habitatges disposaven pel capbaix d'una plaça de pàrquing. A 106 habitatges hi havia un automòbil i a 213 n'hi havia dos o més.

### Piràmide de població
La piràmide de població per edats i sexe el 2009 era:
| Homes | Edats   | Dones |
| ----- | ------- | ----- |
| 0     | 95 o +  | 0     |
| 0     | 90 a 94 | 4     |
| 0     | 85 a 89 | 0     |
| 0     | 80 a 84 | 0     |
| 4     | 75 a 79 | 16    |
| 20    | 70 a 74 | 16    |
| 8     | 65 a 69 | 20    |
| 20    | 60 a 64 | 20    |
| 32    | 55 a 59 | 36    |
| 56    | 50 a 54 | 48    |
| 32    | 45 a 49 | 40    |
| 24    | 40 a 44 | 32    |
| 32    | 35 a 39 | 36    |
| 8     | 30 a 34 | 24    |
| 9     | 25 a 29 | 4     |
| 24    | 20 a 24 | 28    |
| 8     | 15 a 19 | 32    |
| 24    | 10 a 14 | 36    |
| 28    | 5 a 9   | 20    |
| 12    | 0 a 4   | 4     |

## Economia
El 2007 la població en edat de treballar era de 566 persones, 405 eren actives i 161 eren inactives. De les 405 persones actives 385 estaven ocupades (201 homes i 184 dones) i 20 estaven aturades (9 homes i 11 dones). De les 161 persones inactives 68 estaven jubilades, 57 estaven estudiant i 36 estaven classificades com a «altres inactius».

### Ingressos
El 2009 a Torvilliers hi havia 339 unitats fiscals que integraven 897 persones, la mediana anual d'ingressos fiscals per persona era de 22.698 €.

### Activitats econòmiques
Dels 45 establiments que hi havia el 2007, 1 era d'una empresa extractiva, 9 d'empreses de fabricació d'altres productes industrials, 10 d'empreses de construcció, 8 d'empreses de comerç i reparació d'automòbils, 3 d'empreses de transport, 1 d'una empresa d'informació i comunicació, 1 d'una empresa financera, 1 d'una empresa immobiliària, 8 d'empreses de serveis, 2 d'entitats de l'administració pública i 1 d'una empresa classificada com a «altres activitats de serveis».
Dels 9 establiments de servei als particulars que hi havia el 2009, 1 era una autoescola, 1 paleta, 2 guixaires pintors, 3 fusteries i 2 lampisteries.
L'any 2000 a Torvilliers hi havia 16 explotacions agrícoles que ocupaven un total de 871 hectàrees.

## Equipaments sanitaris i escolars
El 2009 hi havia 1 escola maternal i 1 escola elemental.

## Poblacions més properes
El següent diagrama mostra les poblacions més properes.